# José Alarcón Hernández
José Porfirio Alarcón Hernández (Ciudad Serdán, Puebla, 10 de marzo de 1945) es un político mexicano, fue miembro del Partido Revolucionario Institucional (PRI). Fue dos veces diputado federal y dos al Congreso de Puebla.

## Biografía
Es licenciado en Economía egresado de la Benemérita Universidad Autónoma de Puebla (BUAP). Fue docente en el Instituto Militarizado Oriente, la Escuela Normal Superior de Puebla, el colegio Humboldt de Puebla, la BUAP, el Instituto Tecnológico de Puebla y la Escuela Libre de Derecho de Puebla.
Fue miembro del PRI desde 1972, en el comité estatal del PRI fue secretario de Acción Electoral de 1982 a 1984, de Organización de 1984 a 1985 y de nuevo de Acción Electoral de 1985 a 1987. En 1984 fue elegido por primera ocasión diputado a la XLIX Legislatura del Congreso del Estado de Puebla en representación del Distrito 5 local de 1984 a 1987; en la que llegó a ser presidente de la Gran Comisión del congreso. De 1987 a 1989 fue subsecretario A de la secretaría de Gobernación de Puebla y luego subsecretario de Educación Superior de la secretaría de Educación Pública de Puebla, ambos por nombramiento del gobernador Mariano Piña Olaya. De 1988 a 1989 fue también coordinador de procesos electorales del PRI estatal.
En las elecciones estatales de 1990 fue nuevamente candidato del PRI a diputado por el Distrito 13 local, siendo elegido a la LI Legislatura del Congreso del Estado. Ejerció solo entre el 15 de enero de 1990 y el 15 de mayo de 1991 en que recibe licencia para ser candidato del PRI esta vez a diputado federal por el Distrito 5 de Puebla. Resultó elegido para la LV Legislatura de dicho año al de 1994. De 1994 a 1999 fue delegado general del comité nacional del PRI en Nayarit, Quintana Roo, estado de México y Zacatecas.
En las elecciones del estado de México de 1999 se unió a la campaña del candidato del PRI, Arturo Montiel Rojas como coordinador de evaluación y seguimiento. Al asumir Montiel la gubernatura, lo nombró coordinador ejecutivo de los consejos técnicos asesores del gobernador del estado de México, cargo que ocupa de 1999 a 2000. En 2000 es elegido secretario general del comité estatal del PRI en Puebla y en 2001 pasa a ser presidente del mismo, permaneciendo en el cargo hasta 2002.
En 2003 fue postulado por segunda vez candidato del PRI a diputado federal, en esta ocasión por el Distrito 4 de Puebla. Resultó elegido al recibir el 51.29% de los votos, frente al 27.93% de su competidor postulado por el PAN; a la LIX Legislatura que concluyó en 2006. Retornó al comité estatal del PRI en Puebla, donde de 2007 a 2009 fue presidente de la Comisión Estatal de Justicia Partidaria, de 2008 a 2013 presidente de la Comisión Estatal de Procesos Internos, y por tercera ocasión secretario de Acción Electoral y representante del PRI ante el Instituto Estatal Electoral de Puebla de 2010 a 2013. El 5 de marzo de 2013 fue nombrado delegado de la Secretaría de Educación Pública en Puebla, en el gobierno de Enrique Peña Nieto; permaneció en el cargo hasta 2016, en que lo dejó para ser presidente de El Colegio de Puebla.
El 26 de abril de 2017 fue formalmente expulsado del Partido Revolucionario Institucional.